# Breather
En el campo de la física, un breather (habitualmente sin traducción) es una solución a un determinado sistema no lineal (bien a un sistema con muchos grados de libertad, o bien a un sistema continuo), consistente en una onda que concentra su energía de manera localizada y oscilatoria, en contraposición a la ergodicidad esperada. Los breathers aparecen como soluciones en ecuaciones de medios continuos o en redes discretas no lineales. Ejemplos del primer caso son la ecuación de sine-Gordon y la ecuación no lineal de Schrödinger. Una condición necesaria para la existencia en el segundo caso (redes discretas no lineales), es que la frecuencia principal del breather y sus armónicos se encuentren fuera del espectro de frecuencias de los fonones de la red, esto es, las frecuencias del breather y de la red deben ser inconmensurables. Los breathers en redes no lineales han sido hallados experimentalmente mediante diferentes arreglos, por ejemplo en redes de  uniones Josephson.
Los breathers pueden ser estáticos (también llamados oscilones) o móviles. Un breather móvil puede moverse a lo largo de la red, o del medio continuo en su caso, constituyendo un mecanismo para la transferencia de energía.

## El breather como solución a la ecuación de sine-Gordon
La ecuación de sine-Gordon es la ecuación en derivadas parciales:
{\displaystyle {\frac {\partial ^{2}u}{\partial t^{2}}}-{\frac {\partial ^{2}u}{\partial x^{2}}}+\sin u=0,}
donde u es una función de x y t: {\displaystyle u=u(x,t)}
Utilizando el método de la transformada espectral inversa (IST) se alcanza la solución:
{\displaystyle u=4\arctan \left({\frac {{\sqrt {1-\omega ^{2}}}\;\cos(\omega t)}{\omega \;\cosh({\sqrt {1-\omega ^{2}}}\;x)}}\right),}
que para ω < 1 corresponde a un breather.

## El breather como solución a la ecuación no lineal de Schrödinger
En paralelismo a la ecuación de Schrödinger en una dimensión:
{\displaystyle i\,{\frac {\partial u}{\partial t}}+{\frac {\partial ^{2}u}{\partial x^{2}}}-Vu=0,}
La ecuación no lineal de Schrödinger es la ecuación en derivadas parciales:
{\displaystyle i\,{\frac {\partial u}{\partial t}}+{\frac {\partial ^{2}u}{\partial x^{2}}}+|u|^{2}u=0,}
donde u es una función de x y t: {\displaystyle u=u(x,t)}
Por ejemplo, la solución:
{\displaystyle u=\left({\frac {2\,b^{2}\cosh(\theta )+2\,i\,b\,{\sqrt {2-b^{2}}}\;\sinh(\theta )}{2\,\cosh(\theta )-{\sqrt {2}}\,{\sqrt {2-b^{2}}}\cos(a\,b\,x)}}-1\right)\;a\;\exp(i\,a^{2}\,t)\quad {\text{donde}}\quad \theta =a^{2}\,b\,{\sqrt {2-b^{2}}}\;t,}
para {\displaystyle b<{\sqrt {2}}}, corresponde a breathers periódicos en x. Este resultado es generalizable a más dimensiones.